# Виборчий округ 44
Виборчий округ 44 — виборчий округ в Донецькій області, який внаслідок збройної агресії на сході України тимчасово перебуває під контролем терористичного угруповання «Донецька народна республіка», а тому вибори в ньому не проводяться. В сучасному вигляді був утворений 28 квітня 2012 постановою ЦВК №82 (до цього моменту існувала інша система виборчих округів). Внаслідок подій 2014 року в цьому окрузі вибори були проведені лише один раз, а саме парламентські вибори 28 жовтня 2012. Станом на 2012 рік окружна виборча комісія цього округу розташовувалась в будівлі Кіровської районної державної адміністрації за адресою м. Донецьк, вул. Кірова, 194.
До складу округу входять Петровський район та частина Кіровського району (квартали поруч із вулицями Скляренка і Туполєва та територія на південь від вулиці Шутова) міста Донецьк. Виборчий округ 44 межує з округом 45 на півночі, з округом 43 на сході, з округом 60 на півдні та з округом 59 на заході. Виборчий округ №44 складається з виборчих дільниць під номерами 141763-141804, 141812-141826 та 141926-141967.

## Народні депутати від округу
| Ім'я                          | Фото | Партія          | Скликання | Дата набуття повноважень | Дата припинення повноважень |
| ----------------------------- | ---- | --------------- | --------- | ------------------------ | --------------------------- |
| Левченко Микола Олександрович |      | Партія регіонів | 7-ме      | 12 грудня 2012           | 27 листопада 2014           |

## Результати виборів
Кандидати-мажоритарники:
- Левченко Микола Олександрович (Партія регіонів)
- Симоненко Олександр Борисович (Комуністична партія України)
- Волинко Микола Миколайович (Батьківщина)
- Нікітін Станіслав Олександрович (УДАР)
- Кравченко Анатолій Васильович (Зелені)
- Левицький Євген Леонідович (самовисування)
- Лигін Роман Олександрович (самовисування)
- Жнівін Сергій Юрійович (Українська народна партія)
- Лягін Роман Вікторович (самовисування)